# Пятилетка (Кыргызстан)
Пятилетка (кирг. Пятилетка) — село в Кыргызстане, административно подчинённое администрации города республиканского значения Ош.

## География
Село расположено в юго-западной части республики, у западной окраины города Ош. Абсолютная высота — 1030 метров над уровнем моря.

## Население
Согласно оценочным данным Национального статистического комитета Кыргызской Республики, численность населения села на начало 2023 года составляла 2493 человека.
| год     | 2014 | 2015 | 2020 | 2021 | 2023 |
| ------- | ---- | ---- | ---- | ---- | ---- |
| человек | 2243 | 2292 | 2411 | 2391 | 2493 |